# Comitatensi
I comitatensi erano soldati di fanteria pesante del tardo esercito imperiale romano, e potevano appartenere alle legioni o agli ausiliari. Sono menzionati per la prima volta nella legge del 325, contenuta nel Codice teodosiano, in contrapposizione alle forze stabili lungo la frontiera romana dei riparienses (o limitanei).

## La riforma di Costantino
La loro introduzione nell'ordinamento militare avviene dopo la grande riforma militare di Costantino I, tracciata in parte da Diocleziano, con la quale scompaiono le antiche legioni da 5 000-6 000 effettivi, e vengono sostituite in parte da legioni di mille uomini ciascuna, aumentate molto di numero, fino a 100 circa (soprattutto a partire dalla morte di Costantino del 337, con la successiva divisione tra i suoi eredi: Costante I, Costantino II e Costanzo II). In sostanza le unità Comitatenses, che rappresentavano le unità "mobili regionali", ovvero quelle unità a disposizione dei singoli Cesari (nel caso dei figli di Costantino) o dei vari magistri militum non-praesentalis (non di "corte"), si suddividevano in:
1. Legiones comitatenses, ovvero la fanteria pesante dell'esercito mobile non-praesentalis;
2. Vexillationes comitatenses, ovvero la cavalleria dell'esercito mobile non-praesentalis;

Assieme alle legioni classiche scomparvero anche i vecchi gloriosi centurioni e i tribuni militari assunsero tutt'altro ruolo che in precedenza. Ciononostante abbiamo notizia di tribuni, ancora in epoca bizantina al tempo di papa Gregorio I.
L'esercito venne diviso in comitatensi e limitanei, i primi concentrati nelle retrovie e nelle principali città, i secondi sulla frontiera. La differenza di armamento era notevole.
I comitatensi erano armati con la lunga spatha, e la lorica hamata o la squamata senza uniformità non solo tra i diversi reparti, ma tra i diversi stessi soldati. Scomparsa l'uniformità dei tempi repubblicani e del principato, così come le più costose loriche segmentate.

## Addestramento ed equipaggiamento
Anche il sistema di schieramento e combattimento, e conseguentemente l'addestramento, non avevano più nulla a che vedere con le antiche legioni, ma molto più con quello delle truppe ausiliarie. Gli scudi ovali e rotondi, utilizzati già in precedenza, diventano preminenti; solitamente vengono dipinti con il monogramma di Cristo, ma anche molto frequentemente con il simbolo "regimentale" dell'unità di appartenenza, come si può evincere dalla notitia dignitatum.
La parte posteriore ospitava delle frecce piombate (plumbate), che venivano scagliate a distanza ravvicinata prima di ingaggiare il corpo a corpo. Le frecce piombate erano in qualche misura in sostituzione del pilum, la vecchia lancia da tiro che aveva l'importante compito di rendere inutilizzabile lo scudo della fanteria nemica. Le frecce piombate tendevano invece semplicemente a cercare di causare il maggior danno possibile, in quanto efficaci contro milizie barbariche prive di armature e scudi efficienti.
Le corazze utilizzate rimangono la lorica hamata, nelle versioni corte o lunghe fino al ginocchio e con maniche lunghe, come pure le loriche squamate; la lorica segmentata sparisce nella fanteria, ma rimane in uso alla cavalleria soprattutto pesante; ad essa vengono applicate maniche segmentate.

Con il tempo l'esercito romano aveva capito che le loriche hamate e squamate presentavano notevoli vantaggi dal punto di vista produttivo e della manutenzione; inoltre le squamate risultavano flessibili e leggere e sufficientemente robuste, soprattutto permettevano di coprire parti del corpo quali gambe e braccia.
Il problema della lorica hamata nel resistere ai dardi fu risolto con il thoracomachus, indumento pesante da indossare sotto la corazza e con imbottitura per il collo; oltre a sostenere il peso della corazza permetteva l'assorbimento dei colpi e impediva ai dardi di raggiungere direttamente il corpo quando essi riuscivano a perforare gli anelli.
Gli elmi erano molto più semplici, del tipo Intercisa per la fanteria o Concesti conici; tipo Bersakovo conico con paranaso per la cavalleria; anche i primi due modelli avevano varianti con il paranaso e tutti quanti una volta allacciati avvolgevano completamente testa, guance e nuca. Risultavano facili da produrre ed erano di buona qualità. Da quanto risulta da ritrovamenti archeologici, potevano essere rivestiti da argento o addirittura oro per gli ufficiali.
Le truppe del tardo impero erano meno romane, ma più specializzate; lo scopo era soprattutto di avere sempre un grande quantitativo di truppe mobili da concentrare in quelle zone ove avvenivano incursioni barbariche. Oltre tutto, dopo la crisi del terzo secolo, i romani avevano notato che le grosse unità, lo erano solo sulla carta, in quanto i continui distacchi di truppe per le campagne belliche e per le guerre civili avevano lasciato deboli ed inconsistenti le legioni sul confine; le truppe ausiliarie, composte da unità di 550 uomini, risultarono più flessibili ed utili ed in grado di adattarsi ad ogni ambiente.
Diocleziano e Costantino sancirono con una riforma ciò che ormai da due secoli era evidente.

## Premesse e conseguenze della riforma
Appare evidente come le truppe del tardo impero, e i comitantensi non vi fecero eccezione, nonostante la nomea di truppe d'élite, avessero assorbito profondamente i costumi barbarici e in parte orientali. Ciò era dovuto in parte ai cospicui reclutamenti fra i barbari, che erano frequenti anche tra i comitatensi stanziati nelle province interne, in parte a mutamenti dettati dalla crisi economica e politica che rese insostenibile mantenere il vecchio equipaggiamento, ma richiedeva una centralizzazione e standardizzazione più spinta.
Molti autori contemporanei, tra cui Zosimo, ci mostrano questi soldati come scarsamente preparati alle fatiche della guerra dopo lunghe permanenze in città, dove anzi, grossi raggruppamenti di uomini, oltre a rappresentare un onere insostenibile in termini di mantenimento, tendevano a creare danno alla popolazione locale:
(Zosimo, Storia nuova, II, 34.2.)
Questo giudizio severo rifletteva un certo modo di pensare della élite culturale molto legato alle antiche tradizioni; la realtà era che il nuovo esercito risultò più efficace ed efficiente del vecchio la cui rigidità fu causa della crisi militare del terzo secolo e la quasi distruzione dell'impero. La rovina del nuovo furono le continue e sanguinose guerre civili e la separazione de facto tra oriente e occidente.

## Imbarbarimento e dissoluzione in Occidente

### L'inizio della disgregazione (379-395)

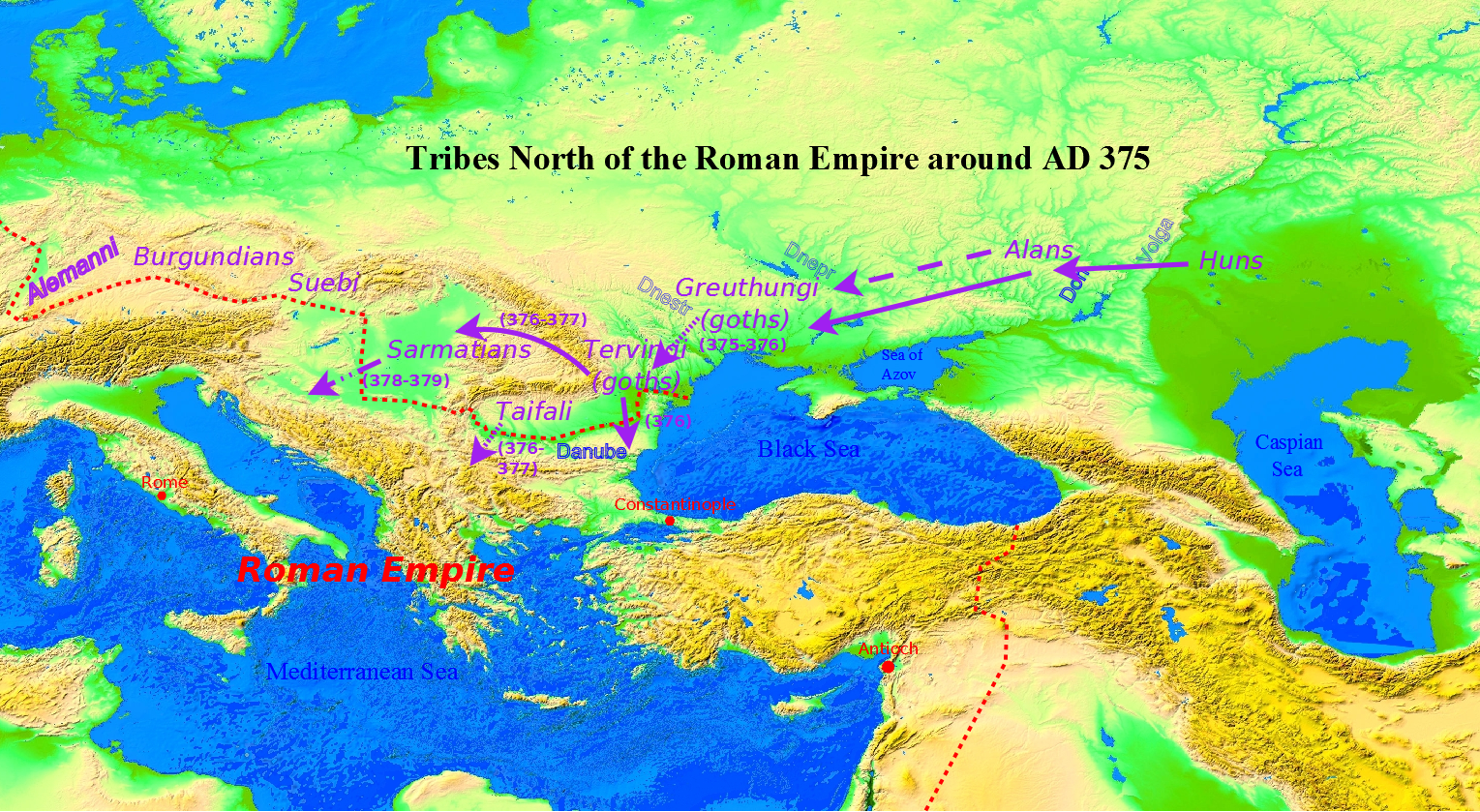
Migrazione degli Unni, che spinse i Goti Tervingi e Greutungi ad invadere l'Impero, portando alla guerra gotica (376-382).

L'inizio della disgregazione dell'esercito nazionale romano cominciò con la guerra gotica del 376-382 e la rovinosa disfatta di Adrianopoli del 9 agosto 378, nella quale perì gran parte dell'esercito di campo romano-orientale insieme allo stesso Imperatore Valente. L'Imperatore della parte occidentale, Graziano, ritenendo troppo gravoso per sé governare l'intero impero, associò al trono Teodosio, nominandolo Imperatore d'Oriente e affidandogli la guerra contro i Goti. Teodosio, salito al trono nel 379, ereditò dal suo predecessore Valente una situazione disastrosa, con l'esercito disastrato in seguito alla disfatta di Adrianopoli, e con i Balcani devastati dai Goti vittoriosi. Teodosio I si trovò in notevoli difficoltà quando tentò di ricostituire in tempi brevi un esercito nazionale: le resistenze dei proprietari terrieri a permettere ai propri contadini di svolgere il servizio militare (soprattutto per il timore di perdere manodopera) e la scarsa volontà da parte dei romani stessi a combattere (le leggi romane del tempo lamentano che molti, pur di non essere reclutati, arrivavano persino a mutilarsi le dita della mano) lo costrinsero a fare sempre maggior affidamento sui barbari.
Zosimo narra che Teodosio, pur di colmare le perdite subite dall'esercito, fu costretto a ricorrere al reclutamento massiccio di barbari, tra cui molti goti spinti a disertare e a passare dalla sua parte. Alcuni di questi goti si rivelarono fedeli all'Impero, come il generale Modare, che nel 379 riuscì ad espellere i propri connazionali dalla Tracia pacificandola. Tuttavia, secondo il racconto di Zosimo, i disertori goti, che superarono presto in numero le reclute romane, diedero preoccupanti segnali di indisciplina:
(Zosimo, Storia Nuova, IV,31.)
Dubitando della fedeltà dei disertori barbari arruolati nelle legioni, molti dei quali di origine gotica e quindi connazionali dei barbari che avrebbero dovuto combattere per conto dell'Impero, Teodosio, prudentemente, trasferì parte dei barbari in Egitto, e le legioni dell'Egitto in Tracia. Nonostante questa precauzione, l'esercito, riempito di barbari e caduto nel disordine più totale, non poté che perdere un'altra battaglia contro i Goti nei pressi di Tessalonica (estate 380), nella quale l'Imperatore stesso scampò a stento alla cattura; Zosimo attribuisce la sconfitta al tradimento dei disertori goti che defezionarono in favore del nemico nel corso della battaglia.
L'intervento delle truppe romano-occidentali inviate dall'Imperatore d'Occidente Graziano costrinse però i Goti a ritirarsi in Tracia, dove negoziarono un trattato di pace con Teodosio I. La sconfitta subita, infatti, aveva convinto Teodosio dell'impossibilità di poter vincere in maniera definitiva i Goti e della necessità di firmare una pace di compromesso con essi. I Goti, con il trattato del 3 ottobre 382, divennero foederati di Roma: si stanziavano in territorio imperiale, nelle due province settentrionali della Tracia (Moesia II e Scythia Minor) e presumibilmente in Macedonia, sotto il comando dei loro capi e probabilmente non erano obbligati a versare tasse all'Impero; in cambio si impegnavano a fornire contingenti alleati all'esercito romano-orientale in caso di necessità.
Teodosio I fece molto affidamento sui barbari, reclutandone molti anche in seguito. Quando nel 386 Promoto, generale di Teodosio, sconfisse i Greutungi e ne fece molti prigionieri, l'Imperatore decise di insediare parte dei prigionieri greutungi in Asia Minore in qualità di dediticii o laeti, mentre ne reclutò una parte nell'esercito romano-orientale, con l'intenzione di rinforzare il suo esercito in vista di una spedizione contro l'usurpatore occidentale Magno Massimo. Zosimo riferisce che nella Tracia settentrionale, nella provincia di Scythia Minor, Teodosio I aveva insediato truppe di barbari, riempiendoli di doni; questi però furono accusati di cospirare contro l'Impero dal generale Geronzio, che li assalì e li sconfisse in battaglia. Teodosio I prese però le difese dei barbari dando loro ragione e punendo Geronzio, i cui tentativi di giustificare l'accaduto accusando i barbari di cospirazione furono vani.
Il panegirista Pacato attesta che, nel corso della spedizione militare contro Massimo del 388, l'esercito romano fu rinforzato da massicce quantità di mercenari Goti, Unni e Alani. Secondo Pacato, Teodosio si era assicurato l'appoggio dei popoli barbari che gli «avevano promesso servizio volontario» (tra cui i Goti insediati all'interno dell'Impero nel 382), spingendoli a partecipare nella spedizione contro Massimo, in modo tale da rinforzare il proprio esercito e al contempo «rimuovere dalla frontiera forze dalla fedeltà dubbia». Pacato loda la disciplina di queste truppe barbare, e afferma che «ora marciavano sotto insegne e comandanti romani quelli che un tempo erano i nemici di Roma», e che «ora riempivano come soldati le città della Pannonia che fino a poco tempo prima erano state svuotate da saccheggi ostili». Non bisogna però dimenticare che Pacato era un panegirista, e il fatto che queste truppe barbare fossero davvero disciplinate è messo in dubbio da altre fonti. Zosimo, per esempio, narra che Massimo riuscì a corrompere almeno parte dei mercenari barbari che militavano nell'esercito di Teodosio, spingendoli alla rivolta; quando Teodosio ne fu informato, tuttavia, i traditori barbari furono presto costretti a fuggire nelle paludi e nelle foreste della Macedonia, dove vennero diligentemente cercati e per lo più uccisi. Tre anni dopo, nel 391, al ritorno a Costantinopoli dopo una lunga permanenza in Italia, Teodosio scoprì che, durante la sua assenza, i disertori barbari erano usciti dalle paludi e dalle foreste dove si erano rifugiati e stavano devastando la Macedonia e la Tessaglia. Teodosio marciò quindi contro questi disertori, ma, dopo alcuni iniziali successi, fu messo in difficoltà dalla controffensiva nemica, e si salvò solo per l'intervento tempestivo dei rinforzi condotti dal generale Promoto, che repressero la rivolta.
Teodosio tentava di assicurarsi la fedeltà dei foederati goti con doni e banchetti. Malgrado ciò, erano sorte due fazioni tra i foederati goti: quella capeggiata da Eriulfo intendeva rompere il trattato di alleanza con l'Impero e invaderlo, mentre quella capeggiata da Fravitta intendeva continuare a servire fedelmente l'Impero in battaglia. Durante un banchetto con Teodosio I, i due litigarono al punto che Fravitta giunse ad uccidere Eriulfo; i seguaci di Eriulfo tentarono di uccidere Fravitta, ma furono fermati dalle guardie del corpo dell'Imperatore. I Foederati goti furono utili all'Imperatore nella battaglia del Frigido, nella quale subirono perdite consistenti, contribuendo alla sconfitta dell'usurpatore occidentale Eugenio.
L'imbarbarimento dell'esercito orientale stava arrecando molti danni, e anche se esisteva ancora un esercito campale nazionale, esso aveva subito delle perdite dopo la battaglia di Adrianopoli a cui non fu possibile porre completamente rimedio, se non facendo maggiormente affidamento sui barbari. Vegezio, autore di un manuale di strategia militare datato a fine IV secolo/inizi V secolo, si lamentò per l'imbarbarimento progressivo dell'esercito: secondo Vegezio, l'esercito romano aveva conquistato un vasto impero grazie alla sua superiore disciplina e strategia militare, non per la mera superiorità numerica sull'avversario; l'imbarbarimento progressivo dell'esercito fece sì che l'esercito romano cominciasse a combattere alla maniera barbarica, perdendo il suo vantaggio nella superiore disciplina e strategia militare; lo stesso Vegezio si lamentò per il fatto che l'Imperatore Graziano permise ai suoi fanti, probabilmente di origini barbariche, di non indossare più elmo e armature, esponendoli maggiormente alle armi nemiche: e fu così, narra Vegezio, che i Romani subirono diverse sconfitte contro gli arcieri goti, proprio a causa della mancanza delle armature. Vegezio lamentò poi che non si costruissero più accampamenti e narra le conseguenze nefaste di questa scelta. Sempre Vegezio lamentava poi che i proprietari terrieri, non intendendo perdere manodopera, escogitavano diversi espedienti pur di non fornire soldati all'esercito, anche approfittando della corruzione degli ufficiali reclutatori: ciò fece sì che, invece di reclutare gente idonea al combattimento (come potevano essere fabbri, carpentieri e altre attività che avessero un qualche legame con la guerra), venissero reclutati pescatori, pasticcieri, tessitori ed altre professioni ritenute non idonee da Vegezio. La soluzione di Vegezio era tornare all'antico modo di combattere, alla "maniera romana", abbandonando il modo di combattere "alla barbara" introdotto dal sempre più crescente arruolamento di Barbari; in Occidente, tuttavia, per diverse ragioni, non si riuscì a invertire questa tendenza, portando alla sua rovina.

### La crisi germanica e la sua risoluzione in Oriente (395-400)
In seguito al decesso di Teodosio I, la situazione in Oriente si aggravò sempre di più, con i capi germanici dell'esercito che cospiravano contro lo Stato per aumentare sempre di più la loro ingerenza. I foederati Visigoti che servivano nell'esercito romano, scontenti per le perdite subite nella battaglia del Frigido e lamentando l'interruzione dei sussidi, si rivoltarono eleggendo loro capo uno di loro, Alarico: costui aveva finora servito nell'esercito romano ed aveva anch'egli motivi per rivoltarsi, essendogli stata promessa da Teodosio I la carica di magister militum, promessa poi non mantenuta. Vi furono anche sospetti di collusione tra i Goti e il prefetto del pretorio d'Oriente Flavio Rufino, comunque non provati. Il resoconto di Zosimo sui saccheggi dei Goti di Alarico nei Balcani è ingarbugliato, e parrebbe aver fuso gli avvenimenti di due campagne distinte (una nel 395 e un'altra nel 396) in una sola: certo è, comunque, che i Visigoti devastarono senza opposizione la Tracia e la Macedonia forse anche con la complicità di alcuni generali romani traditori. Alla fine Eutropio, il nuovo primo ministro di Arcadio, imperatore d'Oriente, fu costretto a nominare Alarico magister militum per Illyricum, pur di porre fine alla rivolta. Secondo Sinesio, oratore romano-orientale, era necessario che l'esercito tornasse ad essere veramente romano e non più composto in buona parte da truppe germaniche a rischio continuo di rivolta, ma Arcadio, almeno inizialmente, non gli diede ascolto.
Basandosi sulle opere di Sinesio (De regno e De providentia), gran parte della storiografia moderna ha dedotto che all'epoca a Costantinopoli vi fossero due partiti in contrapposizione tra di loro, uno antigermanico e uno germanico: quello germanico era favorevole all'ammissione dei Barbari all'interno dell'Impero e dell'esercito, quello antigermanico invece voleva espellerli. Questo partito antigermanico, costituito da senatori e ministri legati alle tradizioni romane, si sarebbe opposto al governo di Eutropio, accusato di essere troppo accondiscendente nei confronti di Alarico e dei foederati goti, e sarebbe stato guidato da Aureliano. Recentemente, tuttavia, alcuni studiosi hanno messo in forte dubbio questa interpretazione delle opere di Sinesio e soprattutto l'effettiva esistenza di questi due partiti.
Nel 399, diversi reggimenti dell'esercito romano costituiti soprattutto da Goti Greutungi e insediati in Asia Minore, si rivoltarono sotto il comando del generale di origini gotiche Tribigildo e cominciarono a devastare l'intera Anatolia. L'esercito ribelle di Tribigildo non era costituito da Foederati, bensì di truppe barbare integrate nell'esercito regolare come dediticii o laeti. Claudiano, panegirista di Stilicone, commentò amaramente che le truppe ribelli di Tribigildo «erano stati fino a poco prima una legione romana, a cui avevamo concesso dei diritti dopo averli vinti, a cui avevamo dato campi e case». Eutropio inviò i generali Gainas e Leone contro Tribigildo, ma Leone fu sconfitto e ucciso in battaglia dall'esercito ribelle, mentre Gainas rimase in inazione. Si ebbero successivamente forti sospetti che il generale di origini gotiche Gainas fosse colluso con il suo connazionale Tribigildo. Entrambi infatti provavano risentimento per Eutropio ed entrambi volevano ottenerne la rovina. Per porre fine alla rivolta, Arcadio fu costretto ad acconsentire alle richieste di Tribigildo, che richiedeva la rimozione di Eutropio: nel luglio 399, Eutropio fu destituito ed esiliato a Cipro, poi richiamato qualche tempo dopo dall'esilio e infine giustiziato a Calcedonia nello stesso anno.
Secondo l'interpretazione tradizionale della storiografia moderna, a questo punto avrebbe preso il potere il partito antigermanico, grazie alla nomina del suo principale esponente, Aureliano, a prefetto del pretorio d'Oriente. La presa del potere di Aureliano e del partito antigermanico avrebbe scontentato Gainas, che era di origini gotiche, e che quindi si sarebbe rivoltato insieme a Tribigildo per costringere Arcadio a destituire dal potere Aureliano e gli altri esponenti del partito antigermanico. Secondo altri studiosi, invece, Aureliano non avrebbe mostrato alcuna tendenza antigermanica, ma avrebbe continuato, come Eutropio, a mettere in secondo piano Gainas, non concedendogli cariche di rilievo, e ciò avrebbe spinto Gainas a tramarne la destituzione. Alla fine Arcadio fu costretto a destituire del potere Aureliano e i suoi collaboratori, sostituendoli con uomini di fiducia di Gainas (aprile 400).
Gainas a questo punto era diventato la personalità più potente dell'Impero romano d'Oriente. Numerose fonti antiche lo accusano di aver occupato la stessa capitale Costantinopoli con migliaia di truppe gotiche. Alcuni studiosi hanno messo in forte discussione questa tesi, sostenendo che i Goti presenti nella capitale fossero soprattutto civili. Il 12 luglio 400, la popolazione di Costantinopoli, temendo che Gainas intendesse saccheggiare Costantinopoli per prendere il potere, insorse trucidando inferocita settemila goti presenti nella Capitale. Gainas in quel momento era fuori città e fu proclamato "nemico pubblico" dell'Impero dall'Imperatore Arcadio, che ritenne fondati i sospetti. Gainas saccheggiò conseguentemente la Tracia e tentò di attraversare l'Ellesponto per passare in Asia, ma la sua traversata fu impedita dalla flotta romana condotta dal generale gotico Fravitta, che inflisse all'esercito di Gainas pesanti perdite. Gainas tentò allora la fuga a nord del Danubio, ma fu attaccato e ucciso dagli Unni di Uldino, il quale inviò la testa del ribelle all'Imperatore Arcadio (dicembre 400). Nel frattempo Aureliano e gli altri funzionari destituiti ed esiliati da Gainas furono liberati e poterono tornare nella capitale.
La rovina di Gainas determinò la liberazione dell'Impero d'Oriente dai foederati barbari; dopo la rovina di Gainas, Alarico fu privato della carica di magister militum per Illyricum e fu costretto a cercare un insediamento per il suo popolo altrove; probabilmente Arcadio sfruttò l'alleanza con gli Unni di Uldino per costringere i Goti di Alarico a sloggiare dalle province dell'Oriente romano. Alarico, disperando di riuscire a raggiungere un nuovo accordo con Arcadio, decise quindi di invadere le province dell'Occidente romano, sperando di riuscire a costringere Onorio a concedere ai Goti di insediarsi, in qualità di foederati, in una provincia dell'Impero d'Occidente. L'Impero d'Oriente riuscì così a liberarsi dei Goti di Alarico, che diventarono da quel momento in poi un problema dell'Impero d'Occidente.
Non vi fu comunque un'epurazione dei Barbari dai ranghi dell'esercito, come era stato sostenuto in passato dai sostenitori della teoria del partito antigermanico. Anche dopo la vittoria su Gainas, i Barbari continuarono a dare un importante contributo all'esercito romano-orientale, ma non più come tribù semiautonome e sostanzialmente non sottomesse insediatesi all'interno dei confini in qualità di Foederati e guidate in battaglia dai loro capi tribù, bensì come truppe ben integrate nell'esercito regolare e poste sotto il comando di generali romani, eventualmente anche di origini barbariche. Anche dopo il 400, vi è evidenza di magistri militum di origini barbariche, come Fravitta, di origini gotiche e console nel 401, Arbazacio, di origini armene, Varanes, di origini persiane e console nel 410, e Plinta, di origini gotiche e console nel 419. L'Impero d'Oriente, liberandosi dall'influenza dei foederati, riuscì così a preservarsi dalla rovina, cosa che invece non riuscì all'Occidente romano, che sarebbe caduto nel 476 proprio in seguito a una rivolta di foederati condotti da Odoacre.

### L'inizio della dissoluzione in Occidente (400-423)
L'esercito dell'Impero romano d'Occidente, come quello orientale, era suddiviso in truppe di campo (comitatensi) e truppe da frontiera (limitanei), queste ultime però di qualità nettamente inferiore rispetto a comitatensi e in quanto tali inadatti a difendere la frontiera dagli incursori nemici. Il comando supremo degli eserciti era nelle mani di due magistri militum praesentales, uno per la fanteria (magister peditum) e uno per la cavalleria (magister equitum), residenti in Italia e al fianco dell'Imperatore; quasi sempre le due cariche erano esercitate da un'unica persona, che assumeva così il titolo di magister utriusque militiae, in quanto generale supremo sia della cavalleria che della fanteria. Oltre ai due magistri militum praesentales in Italia, vi erano poi il magister equitum per Gallias in Gallia, il Comes Africae e il Comes Tingitaniae in Africa, e un comes rei militaris in Dalmazia.
All'epoca di Stilicone, l'esercito mobile aveva la maggioranza delle proprie truppe e reggimenti in Italia (che comprendeva anche l'Illirico) e in Gallia, mentre vi erano poche truppe mobili a difesa dell'Africa e della Britannia. Si può supporre che l'esercito mobile occidentale intorno al 395 comprendesse all'incirca lo stesso numero dei reggimenti dell'esercito mobile della parte orientale, intorno ai 150 o 160 reggimenti, intorno ai 100 000 uomini. Quindi si potrebbe supporre che l'esercito mobile di Gallia e l'esercito mobile d'Italia comprendessero all'epoca intorno ai 40 000 uomini. Queste cifre sono compatibili con il numero di reggimenti impiegati da Stilicone contro Radagaiso nel 406, cioè 30 reggimenti, tenendo conto che doveva aver lasciato parte delle truppe a difendere l'Illirico o l'Italia Settentrionale dai gruppi di Barbari che si erano separati dall'esercito principale di Radagaiso. I circa 40 000 uomini dell'esercito d'Italia, a cui si aggiungono le truppe dell'esercito di Gallia ritirate, furono sufficienti a Stilicone per respingere le incursioni di Alarico e di Radagaiso.
L'Impero romano d'Occidente era uscito ancora indenne dalle invasioni, ma aveva comunque subito un indebolimento. Gli eserciti di campo dell'Occidente avevano subito delle perdite in seguito alla battaglia del Frigido del 394, ed è difficile che tutte le perdite furono colmate, data la difficoltà nel reclutare nuovi soldati. Opponevano infatti resistenza alla leva non solo i grandi proprietari terrieri, che non volevano perdere manodopera, ma anche i contadini stessi, che non volevano intraprendere la carriera militare e che pur di non essere reclutati arrivavano a mutilarsi le dita. Stilicone, il comandante dell'esercito d'Occidente, dopo aver dovuto restituire ad Arcadio le truppe orientali che erano venute con Teodosio in Italia, tentò di rinforzare l'esercito nazionale emanando leggi che avrebbero dovuto costringere persino i senatori a fornire soldati: in seguito però alle proteste e alle continue pressioni dei senatori e dei proprietari terrieri, per niente intenzionati a perdere manodopera, alla fine la legge fu abrogata: fu concesso ai senatori e ai proprietari terrieri di versare una tassa di 25 solidi per ogni recluta non fornita all'esercito. In tempi ordinari, gli schiavi, insieme a osti, cuochi e altre persone di umili condizioni, erano escluse dal servizio militare. Nel 406, tuttavia, in seguito all'invasione dell'Italia ad opera delle orde gotiche condotte da Radagaiso e a conferma dei problemi di reclutamento, l'Imperatore fu costretto dalle necessità contingenti a permettere agli schiavi di reclutarsi con la promessa di una ricompensa in denaro (consistente in due solidi) e della loro emancipazione. Nello stesso anno i provinciali liberi di tutto l'Impero ottennero il permesso di prendere le armi per difendersi da soli dal nemico invasore. Sembrerebbe che prima di allora, solo in un'altra occasione, Roma fu costretta ad affidare le armi nelle mani degli schiavi, per respingere l'avanzata di Annibale in seguito alla disfatta di Canne.
Viste le resistenze dei proprietari terrieri, Stilicone fu costretto, pertanto, a far affidamento soprattutto su mercenari barbari per colmare le perdite. I mercenari barbari, infatti, erano immediatamente disponibili a combattere, mentre arruolare e addestrare nuove reclute romane avrebbe impiegato troppo tempo. Per comprendere la portata dell'imbarbarimento dell'esercito, si noti che, secondo Zosimo, almeno 30 000 mercenari barbari servivano nell'esercito di Stilicone. Sempre Zosimo riferisce che le guardie del corpo che lo difendevano erano unni.
Le truppe barbare reclutate potevano essere contingenti ausiliari inviati dai re barbari extra fines, come gli Unni di Uldino, oppure piccoli gruppi di barbari disertori che avevano deciso di passare dalla parte dei Romani e servivano nell'esercito romano sotto i loro capi. Per esempio, secondo Claudiano, in seguito alla battaglia di Verona del 403, buona parte dell'esercito di Alarico decise di defezionare in favore di Stilicone, e furono reclutati nell'esercito romano, sembrerebbe come foederati. Nel corso della campagna contro Alarico, nel 401 Stilicone reclutò parte dei Vandali e degli Alani che avevano invaso la Rezia e il Norico e che aveva sconfitto, costringendoli ad entrare nel suo esercito. Nella Battaglia di Fiesole del 406, in cui fu sconfitta l'orda di Radagaiso che aveva invaso l'Italia nel 405-406, l'esercito di Stilicone, costituito da 30 unità dell'esercito di campo, era rinforzato notevolmente da mercenari goti (condotti da Saro), unni (inviati da re Uldino) e forse anche alani (se si presta fede al resoconto ingarbugliato di Zosimo). In alcuni casi i barbari reclutati potevano essere anche prigionieri di guerra, come i 12 000 soldati di Radagaiso che, dopo essere stati sconfitti a Fiesole, furono reclutati nell'esercito romano da Stilicone; in questo caso però ricevevano la qualifica di dediticii. Talvolta queste bande di barbari erano incorporate nell'esercito regolare, come gli Honoriaci a cui nel 409 era stata affidata la difesa dei Pirenei.
Un'ulteriore fonte di reclutamento potenziale per Stilicone era rappresentato dai foederati Visigoti di Alarico, che tuttavia saccheggiavano l'Impero piuttosto che assisterlo nelle campagne militari. Orosio, storico ecclesiastico ostile a Stilicone, accusò il generale di tradimento per aver risparmiato Alarico dopo averlo più volte vinto:
(Orosio, Storia contro i Pagani, VII,37.)
È possibile che Stilicone non abbia annientato Alarico e i suoi Goti perché li considerava non semplici invasori ma foederati da ricondurre all'obbedienza e potenziali alleati. In effetti Sozomeno attesta che nel 405 Alarico era al servizio dell'Impero d'Occidente come generale (probabilmente con la carica di Comes Illyrici), e si era insediato nella «regione dei Barbari ai confini di Dalmazia e Pannonia» (da identificare secondo la maggior parte degli studiosi con i distretti di frontiera tra Dalmazia e Pannonia, anche se il consenso non è unanime e diversi studiosi la identificano con una provincia dell'Illirico Orientale ai confini della pars occidentalis, come Moesia I e Praevalitana). In quello stesso anno Alarico ricevette da Stilicone l'ordine di invadere l'Epiro per sottrarla all'Impero d'Oriente; Stilicone intendeva vincere la disputa con Costantinopoli per il possesso delle diocesi di Dacia e Macedonia sfruttando l'alleanza con il re goto. Stilicone non poté però raggiungere Alarico in Epiro perché nuove invasioni barbariche travolsero l'Impero.

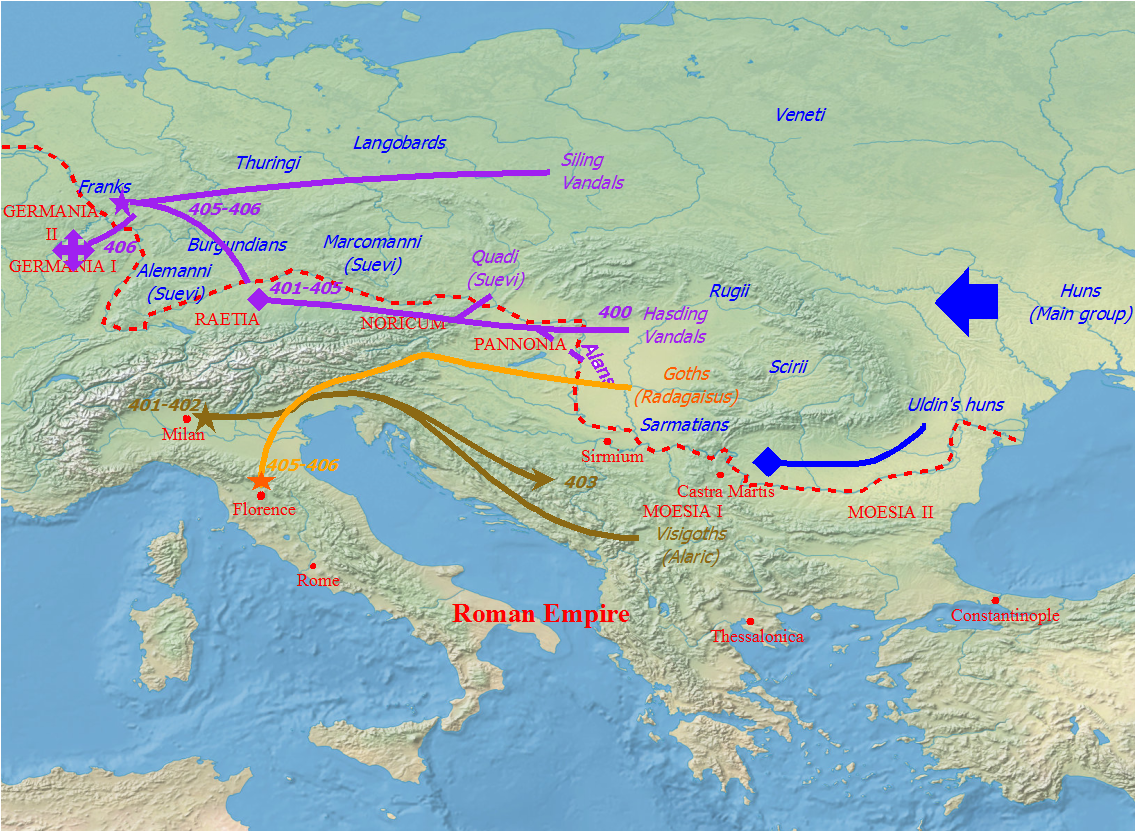
L'Impero romano d'Occidente agli inizi del V secolo e le invasioni barbariche che lo colpirono in quel periodo.

La priorità di Stilicone era soprattutto la difesa dell'Italia e per difenderla con efficacia dagli invasori dovette sguarnire le altre frontiere, agevolando le invasioni successive. Durante l'invasione dell'Italia da parte dei foederati goti ribelli di Alarico (401-403), Stilicone dovette richiamare legioni dalla Gallia e dalla Britannia per poter respingere l'attacco dei Visigoti, e probabilmente lo stesso avvenne quando dovette respingere l'invasione dell'Italia da parte dei Goti di Radagaiso. La difesa della frontiera del Reno fu affidata agli alleati Franchi, che però non furono in grado di respingere gli invasori Vandali, Alani e Svevi quando essi varcarono il Reno e invasero la Gallia (31 dicembre 406). In ogni modo, anche se Stilicone ritirò alcune unità dalla Gallia e dalla Britannia per poter respingere con maggiori possibilità l'invasione di Alarico nel 402, non è da escludere che avesse rimandato le unità in Gallia una volta respinta l'invasione, e in ogni caso l'esercito mobile di Gallia, anche al pieno della sua forza, difficilmente avrebbe potuto respingere con successo il numero enorme di invasori barbari che attraversarono il Reno nel 406.
Gli invasori del Reno non ebbero problemi a devastare la Gallia sguarnita di difensori e l'unica resistenza trovata fu ad opera delle truppe di Costantino III, un usurpatore eletto nel corso del 407 dalle truppe britanniche in rivolta e che era sbarcato in Gallia per sottrarla al controllo dell'Imperatore d'Occidente Onorio e difenderla dagli invasori. Costantino III riuscì a strappare ad Onorio anche il controllo della Spagna, ma commise alcuni gravi errori. Affidò, infatti, l'esercito della Spagna a Geronzio e rimosse la guarnigione romana a presidio dei Pirenei, sostituendola con mercenari barbari noti come Onoriaci. E così, quando Geronzio si rivoltò e nominò come usurpatore Massimo, incitò i Barbari che erano in Gallia ad insorgere contro Costantino III, e le province della Britannia e dell'Armorica furono colpite da incursioni tanto devastanti da spingerle a rivoltarsi al governo di Costantino III per poter così provvedere alla loro autodifesa, dato che l'usurpatore non faceva nulla per difenderli. Inoltre i Vandali, gli Alani e gli Svevi, dopo aver devastato la Gallia per tre anni, poterono invadere senza difficoltà la Spagna proprio per la decisione di affidare la difesa dei Pirenei ai mercenari barbari Onoriaci, che infatti non ostacolarono l'invasione e anzi sembra che si unirono agli invasori stessi. Gran parte della Spagna cadeva così nelle mani dei Barbari, ad eccezione della Tarraconense (409).
I disastri che colpivano l'Impero d'Occidente si ritorsero contro Stilicone. L'invasione della Gallia e l'usurpazione di Costantino III costrinsero Stilicone ad annullare la spedizione contro Costantinopoli. Come se non bastasse, Alarico avanzò minaccioso fino in Norico, minacciando i Romani che avrebbe invaso l'Italia nel caso non fossero stati pagati gli arretrati (4 000 libbre d'oro) per i suoi foederati Visigoti per tutto il tempo in cui si erano mantenuti inoperosi in Epiro in attesa dell'inizio della prevista campagna contro l'Impero d'Oriente. Stilicone convinse il senato ad accogliere la richiesta di Alarico, e intendeva ora impiegare i foederati Visigoti di Alarico in Gallia contro Costantino III, ma i suoi piani non poterono prosperare perché Stilicone, accusato di tradimento per gli intrighi di Olimpio, fu giustiziato con tale accusa il 23 agosto 408.
Una volta diventato il primo ministro di Onorio, Olimpio tentò di sbarbarizzare l'esercito romano-occidentale, con esiti disastrosi: ordinando infatti ai soldati romani di uccidere le famiglie dei soldati barbari che servivano nell'esercito romano e di saccheggiare i loro possedimenti, non fece altro che spingere 30 000 soldati barbari, un tempo al servizio di Roma, a passare dalla parte di Alarico per poter ottenere così la loro vendetta. Alarico, dopo essersi così notevolmente rinforzato, poté quindi procedere ad invadere l'Italia senza trovare opposizione, anche grazie al fatto che l'Imperatore aveva congedato Saro, guerriero valoroso goto ma al servizio dell'Impero, e affidato l'esercito a generali inetti quali Turpilione e Vigilanzio. Alarico fu poi rinforzato da schiavi in fuga da Roma, che portarono l'esercito visigoto a raggiungere i 40 000 soldati, e da un forte contingente di Goti provenienti dalla Pannonia e condotti dal cognato Ataulfo. In teoria Onorio doveva disporre di circa 30 000 soldati a Pavia, che però non si mossero contro Alarico, si ignora il perché di ciò. Si ha unicamente notizia che Onorio inviò contro Alarico un esercito di 6 000 soldati provenienti dalla Dalmazia e contro Ataulfo un esercito composto da mercenari unni: entrambi gli eserciti non ottennero grandi successi contro gli invasori, e così Onorio non poté far altro che inviare richiesta agli Unni di inviare 10 000 dei loro mercenari in difesa di Roma.
Le mire di Alarico erano inizialmente queste: pretendeva che Onorio permettesse ai Visigoti di stanziarsi in qualità di foederati nelle province delle Venezie, del Norico e della Dalmazia, e che versasse loro un tributo in oro e in grano. Successivamente abbassò le sue pretese annunciando che si sarebbe accontentato semplicemente del Norico e di un tributo in grano. Ravenna non volle però negoziare con Alarico, rinunciando però anche a combatterlo, e così Alarico, spazientito da tutti i tentativi falliti di negoziazione, saccheggiò Roma il 24 agosto 410. I Visigoti presero come ostaggio Galla Placidia, sorella dell'Imperatore, e, condotti ora da Ataulfo, succeduto ad Alarico, risalirono la penisola invadendo la Gallia (412).
Nel frattempo, sembrerebbero essere stati attuati dei cambiamenti nei comandi militari. In seguito all'esecuzione del magister equitum per Gallias Cariobaude nell'ammutinamento dell'esercito a Pavia che cagionò la rovina di Stilicone (lo stesso Cariobaude era stato costretto a rifugiarsi in Italia in seguito all'usurpazione di Costantino III), sembrerebbe che la carica di magister equitum per Gallias fosse stata temporaneamente soppressa. Al suo posto fu istituita la carica di comes tractus Argentoratensis. Subito dopo il 408 la giurisdizione del Comes Dalmatiae fu estesa anche al Norico, alla Rezia e ai passi alpini. La difesa delle Alpi fu successivamente affidata a un Comes Italiae.
Nel frattempo Onorio inviò il generale Costanzo contro gli usurpatori Costantino III e Massimo: Costanzo riuscì a sconfiggere e deporre entrambi gli usurpatori nel corso del 411. A questi due usurpatori ne erano succeduti, tuttavia, altri: in Africa si rivoltò Eracliano, che fu però rapidamente sconfitto, mentre in Gallia settentrionale gli invasori Burgundi e Alani elessero come usurpatore Giovino, che ottenne poi anche l'appoggio dei Visigoti di Ataulfo. La corte di Ravenna, tuttavia, intrigò affinché i Visigoti deponessero Giovino, e, quando Giovino associò al trono il fratello Sebastiano senza l'assenso dei Visigoti, Ataulfo detronizzò lui e il fratello.
Il mancato accordo raggiunto con Costanzo, che prometteva ai Visigoti il tributo in grano solo nel caso fosse stata restituita prima ai Romani Galla Placidia, spinse i Visigoti a occupare la Gallia Narbonense e affidarne il governo a un loro Imperatore fantoccio, l'usurpatore Prisco Attalo. Costanzo, tuttavia, bloccando loro le vie di rifornimento, costrinse i Visigoti a migrare in Spagna, dove furono costretti dalla fame a negoziare con Costanzo. Il nuovo re dei foederati Visigoti, Vallia, accettò di restituire Galla Placidia a Onorio, e a combattere per conto dell'Impero i Vandali, gli Alani e gli Svevi, ma in cambio i Visigoti ottennero di stabilirsi in Gallia Aquitania in qualità di foederati dell'Impero e di ricevere un tributo in grano.
Grazie all'aiuto dei foederati Visigoti, l'Impero d'Occidente poté recuperare temporaneamente Betica, Cartaginense e Lusitania, costringendo i barbari a riparare nella remota Galizia, ma tali successi furono solo temporanei: nel 420 i Vandali rioccuparono di nuovo la Betica e nel 422 sconfissero un esercito romano condotto da Castino, forse a causa del tradimento dei foederati Visigoti. Nel 418 Costanzo fu, inoltre, costretto a concedere ai Visigoti di stabilirsi, in qualità di Foederati, nella valle della Garonna, in Aquitania: in base all'hospitalitas, ovvero l'obbligo da parte dei proprietari terrieri di ospitare nelle loro abitazioni i soldati romani stazionati nella regione, i Goti ottennero, in quanto almeno formalmente soldati romani, un terzo delle case e delle terre della regione, nonché l'esenzione delle tasse: l'amministrazione civile nelle regioni in cui furono stanziati i Visigoti rimase comunque, almeno inizialmente, in mano ai funzionari romani.
La Notitia Dignitatum permette di dedurre lo stato dell'esercito della parte occidentale intorno al 425. All'epoca l'esercito occidentale comprendeva all'incirca 375 unità, equivalenti a circa 250 000 uomini. In realtà, 195 di questi reggimenti, all'incirca 155 000 uomini, erano limitanei posti a protezione della frontiera, soldati posti a difesa permanente delle frontiere e non impiegabili altrove, e per giunta di qualità scadente e dunque scarsamente efficaci nel respingere le incursioni nemiche; pertanto, gli unici reggimenti su cui l'Impero d'Occidente poteva contare per respingere le incursioni erano quelli comitatensi, che tuttavia erano divisi ulteriormente in piccoli gruppi regionali e dunque risultavano anch'essi di efficacia ridotta. Intorno al 425 i reggimenti dell'esercito mobile o comitatense erano 181, corrispondenti all'incirca a 113 000 soldati, sparsi per tutto l'Impero.
In Gallia il generale di grado più elevato era il magister equitum per Gallias, coadiuvato da comites rei militaris nelle regioni periferiche, mentre la difesa delle frontiere era affidata a duces, comandanti di reggimenti di limitanei. Eserciti di campo esistevano anche in Britannia (5 unità, circa 3 000 soldati), Spagna (16 unità, circa 10 000-11 000 soldati) e Illirico occidentale (22 reggimenti, equivalenti a circa 13 000-14 000 soldati), ma erano di scarsa consistenza, insufficiente a respingere ogni seria invasione; le uniche regioni dell'Impero difese da un numero consistente di soldati, tale da poter respingere con successo un'invasione, erano Italia (44 unità, equivalenti a circa 30 000 soldati) e Gallia (58 unità, equivalenti a circa 35 000 soldati); l'esercito mobile dell'Africa, invece, pur disponendo di 36 unità (equivalenti a circa 23 000 soldati), risultava comunque debole, come dimostrò poi la conquista vandalica dell'Africa, dato che ben 30 delle 36 unità erano costituite da limitanei promossi a Comitatenses. L'esercito mobile della Gallia, inoltre, era continuamente impegnato a tenere sotto controllo Visigoti, Burgundi, Franchi e Bagaudi, per cui solo l'esercito d'Italia poteva inviare rinforzi per la difesa di altri territori.
L'Impero d'Occidente nel 420 era considerevolmente indebolito rispetto al 395. Il fatto che l'esercito romano-occidentale avesse subito molte perdite nel corso delle invasioni è evidente da un'analisi dettagliata della Notitia Dignitatum: dei 181 reggimenti che componevano l'esercito di campo romano-occidentale intorno al 420, infatti ben 97 furono costituiti dopo il 395; congetturando che nel 395 i reggimenti dell'esercito di campo dell'Impero d'Occidente fossero circa 160 esattamente come quelli dell'Impero d'Oriente, si può così concludere che nel corso delle invasioni fossero stati annientati 76 reggimenti, il 47,5% del totale. Molte delle perdite subite furono colmate non arruolando nuove truppe, bensì spostando reggimenti di limitanei nell'esercito di campo: ben 62 delle 97 nuove unità (il 64%) erano infatti limitanei promossi a Comitatensi, mentre furono solo 35 i reggimenti effettivamente costituiti con nuovi reclutamenti, e di questi circa un terzo erano costituiti da barbari, a giudicare dai loro nomi (come attecotti, marcomanni e brisigavi).
Si può concludere che l'esercito di campo ne uscì considerevolmente indebolito: i limitanei promossi a comitatensi non sembrerebbero, infatti, essere stati addestrati adeguatamente alla loro nuova mansione, risultando quindi di efficacia minore rispetto ai comitatensi veri e propri. Furono gli eserciti di Gallia e Nord Africa a trovarsi nella situazione peggiore: ben 21 dei 58 reggimenti dell'esercito di campo della Gallia erano, infatti, costituiti da limitanei spostati nell'esercito di campo; in Nord Africa la situazione era nettamente peggiore, con ben 30 dei 36 reggimenti dell'esercito di campo costituita da limitanei promossi a comitatensi. La debolezza dell'esercito mobile d'Africa agevolò notevolmente la conquista vandalica dell'Africa.
Heather imputa il non adeguato rinforzamento dell'esercito di campo alla diminuzione del gettito fiscale dovuto alle devastazioni dei campi provocate dalle invasioni barbariche, che rese sempre più difficile per l'Impero trovare il denaro necessario per colmare le perdite subite rinforzando l'esercito. Altri studiosi, invece, danno maggiore risalto alla sempre crescente difficoltà da parte dello Stato romano di trovare cittadini romani disposti a servire nell'esercito romano, a cui si aggiunse la resistenza dei proprietari terrieri a fornire soldati all'esercito permettendo ai propri contadini di essere reclutati, in quanto temevano di perdere manodopera. A causa delle difficoltà di reclutamento, il governo imperiale dovette fare affidamento in misura sempre maggiore sui federati.
Oltre a tentare di ricostituire l'esercito di campo della Gallia, Costanzo sembrerebbe aver preso altre misure per assicurare la sicurezza delle province minacciate dai barbari. Dopo che Costanzo ebbe pacificato la Gallia la carica di magister equitum per Gallias fu ristabilita, mentre probabilmente la carica di Comes tractus Argentoratensis fu soppressa. In Gallia cercò di stabilizzare la difesa della regione affidando a un comes tractus Armoricani et Nervicani, che disponeva di reggimenti di limitanei, il compito di difendere una nuova linea di difesa lungo la Loira, più arretrata rispetto al limes renano, ormai reso insicuro dalle continue incursioni; nell'Illirico, intorno sempre allo stesso periodo, fu istituita la carica di Comes Illyrici su giurisdizione sull'Illirico Occidentale, portando alla soppressione della carica di Comes Italiae; in Spagna, invece, costituì un esercito di campo sotto il comando di un comes Hispaniae, attestato per la prima volta nel 420 (Asterio). L'esercito di campo della Spagna, costituito da 16 reggimenti sotto il comando del Comes Hispaniae, corrispondenti a circa 10 000-11 000 uomini, non aveva un numero sufficiente di truppe tale da opporsi con successo ai saccheggi dei Vandali e degli Svevi in Spagna. Il fatto che la Notitia Dignitatum menzioni un Comes Britanniarum lascia supporre alcuni studiosi, sebbene non vi siano evidenze dirette, che Costanzo possa aver ristabilito, sia pur precariamente, l'autorità romana sulla Britannia e affidato la difesa della diocesi a un Comes Britanniarum. In ogni modo, anche l'esercito mobile britannico, costituito da soli 5 reggimenti, corrispondente all'incirca a 3 000 uomini, era troppo debole per opporsi alle incursioni di Pitti, Scoti e Sassoni. In un'epoca di poco posteriore, il comandante dell'esercito mobile di Gallia fu promosso al rango di magister utriusque militiae, e ottennero lo stesso titolo alcuni generali operanti in Spagna nel 441, nel 443 e nel 446.

### Disgregazione finale dell'esercito d'Occidente (423-476)
L'instabilità politica nell'Impero d'Occidente susseguitasi in seguito alla morte del valido generale (e poi imperatore d'Occidente insieme ad Onorio nel 421, anche se regnò solo per circa sette mesi) Costanzo portò a un deterioramento ulteriore della situazione. In un primo momento, nel 421/422, i litigi tra Onorio e la sorella Galla Placidia portarono a frequenti tumulti a Ravenna e culminarono con l'esilio di Galla a Costantinopoli (422). Successivamente, spentosi Onorio, l'usurpazione di Giovanni Primicerio indusse l'Impero d'Oriente a inviare una spedizione in Italia per restaurare sul trono d'Occidente la dinastia teodosiana: sconfitto l'usurpatore, fu innalzato sul trono d'Occidente, Valentiniano III, figlio di Galla Placidia e di Costanzo. Infine, le guerre civili tra i tre generali Felice, Bonifacio e Ezio portarono a ulteriore instabilità politica. Alla fine fu Ezio ad avere la meglio: fatto giustiziare Felice con l'accusa di cospirazione nel 430 e ucciso in battaglia nei pressi di Ravenna Bonifacio nel 432, Ezio riuscì nel 433 a conquistare il potere supremo dello Stato, ricoperto solo nominalmente dall'imbelle Valentiniano III.
Mentre parte dell'esercito romano era impegnato in evitabili guerre civili, i Barbari, foederati compresi, colsero l'occasione per espandere la propria sfera d'influenza. In particolare i Vandali e gli Alani, uniti sotto la guida del loro re Genserico, invasero l'Africa, forse chiamati dal generale romano d'Africa Bonifacio, rivoltatosi contro Ravenna (429). Bonifacio si pentì di aver chiamato in Africa i Vandali e gli Alani e tentò di spingerli al ritiro, ma gli invasori si rifiutarono e sconfissero Bonifacio in battaglia.
Sembra che all'epoca l'esercito romano in Africa fosse abbastanza debole, e ciò spiegherebbe perché i Vandali riuscirono ad avere la meglio: infatti, ben 30 dei 36 reggimenti di comitatensi posti a difesa dell'Africa erano semplicemente limitanei spostati nell'esercito di campo, senza aver però raggiunto del tutto, a quanto pare, il livello dei comitatensi veri e propri. Per esempio, dei cinque reggimenti dell'esercito di campo della Tingitana, ben tre erano costituiti da limitanei promossi a comitatensi. Dei 31 reggimenti dell'esercito di campo del Nord Africa, ben 27 erano costituiti da limitanei spostati nell'esercito di campo, mentre solo 4 erano i reggimenti di Comitatensi propriamente detti.
Neanche i rinforzi da Costantinopoli sotto il comando di Aspar riuscirono a fermare i Vandali, che, dopo una breve tregua (435), nel 439 si impadronirono di Cartagine e nel 440 invasero la Sicilia, venendo però respinti. Nel 442 l'Impero, in cambio della pace, dovette riconoscere ai Vandali il possesso di Byzacena e Proconsolare nonché di parte della Numidia; in cambio i Vandali restituirono ai Romani le province rimanenti dell'Africa (le Mauretanie, una parte della Numidia e la Tripolitania), province però devastate dai saccheggi nemici e che dunque non potevano più fornire un grande gettito fiscale.
La perdita delle province più produttive dell'Africa e del loro gettito fiscale provocò un ulteriore indebolimento dell'esercito. La riduzione delle tasse nella Numidia e nelle Mauritanie, conseguenti alle devastazioni dei Vandali, comportò la perdita di 106 200 solidi all'anno. Considerando che un fante comitatense aveva un reddito di sei solidi all'anno e un cavaliere di 10,5 solidi all'anno, si stima che la perdita di gettito fiscale nelle Mauritanie e in Numidia fosse equivalente agli stipendi di 18 000 fanti o 10 000 cavalieri. Se a ciò si aggiunge la perdita della Proconsolare, della Byzacena e del resto della Numidia, molto più prospere, si può stimare che la perdita delle imposte che versavano le province devastate o occupate dai Vandali era equivalente ai costi di mantenimento di almeno 40 000 fanti o di 20 000 cavalieri, il che avrebbe comportato un drastico licenziamento di molti di essi, a causa dell'impossibilità di pagarli e mantenerli, se non alzando la pressione fiscale nelle province residue. Nel 444 un decreto imperiale, introducente una nuova tassa, ammetteva che le finanze dello Stato, andate in forte crisi in seguito alla perdita del gettito fiscale dell'Africa, non erano più sufficienti per potenziare l'esercito, malgrado fosse necessario farlo a causa dei diversi nemici che lo minacciavano:
Alla difficoltà già presente di reclutare soldati tra i Romani, dovuta alle opposizioni dei proprietari terrieri a fornire soldati e dei contadini stessi ad essere reclutati, si aggiunse quindi il crollo del gettito fiscale, con conseguente impossibilità di potenziare un esercito già debole, per cui i Romani dovettero ricorrere sempre più spesso all'arruolamento di mercenari barbari.
Nel corso del regno di Valentiniano III si fece ricorso in misura sempre maggiore al reclutamento di mercenari barbari, come gli Unni o i Visigoti. A giudicare dalla mancanza di leggi sul reclutamento sembrerebbe che l'esercito regolare fu alquanto trascurato almeno fino al 440. A partire dal 440 sono attestate nuove leggi sul reclutamento, nel tentativo di ricostituire un esercito regolare più forte, ma le difficoltà economiche conseguenti alla perdita dell'Africa impedirono ciò. Ezio faceva molto affidamento sui mercenari unni, i quali erano stati determinanti per la conquista del potere supremo dello Stato. Nel 425 Ezio, con un esercito di 60 000 mercenari unni, era accorso in Italia in sostegno dell'usurpatore Giovanni Primicerio; arrivato troppo in ritardo per salvare Giovanni, Ezio riuscì però a costringere Galla a nominarlo generale nonostante fosse un sostenitore dell'usurpatore proprio grazie al grande potere che gli aveva fornito l'armata unna. In seguito, nel 433, Ezio riuscì a costringere Galla a nominarlo magister utriusque militiae, ovvero generalissimo d'Occidente, invadendo l'Italia con altri mercenari unni. Ezio fece ampio uso di mercenari unni anche in Gallia: grazie ad essi vinse in Gallia, tra il 436 e il 439, Burgundi, ribelli separatisti Bagaudi e Visigoti, riuscendo a frenare le loro mire espansionistiche a danni dello Stato. In cambio del sostegno degli Unni, Ezio fu però costretto a cedere loro la Pannonia.
Ormai l'esercito romano in Occidente era costituito quasi unicamente da barbari. Tra il 440 e il 443 Ezio autorizzò nuovi gruppi di barbari ad insediarsi in Gallia come foederati: tra il 440 e il 442 stanziò Alani in Armorica affidando loro l'incarico di reprimere le rivolte dei Bagaudi, mentre nel 442/443 stanziò i Burgundi in Savoia (nei pressi del lago di Ginevra) affinché difendessero l'Impero contro altre minacce. La politica dei trattati, con i quali si permetteva ai barbari di insediarsi all'interno dell'Impero, stava erodendo sempre di più il territorio controllato di fatto dall'Impero, ma non si poteva fare altrimenti, perché non si riuscivano più a respingere questi invasori. Quando gli Unni da alleati divennero nemici di Ezio e, condotti dal loro re Attila, invasero la Gallia, Ezio non poté far altro che costituire un esercito "romano" in realtà formato da foederati Visigoti, Burgundi e numerose altre genti barbare: l'esercito romano che sconfisse Attila nella Battaglia dei Campi Catalaunici aveva in realtà ben poco di "romano". L'armata nazionale romana era praticamente scomparsa e negli ultimi decenni dell'Impero l'esercito era costituito quasi esclusivamente da mercenari e foederati barbari.
In seguito alle uccisioni di Ezio (454) e Valentiniano III (455), gli ultimi imperatori d'Occidente erano praticamente Imperatori fantoccio, manovrati dai generalissimi di origine germanica, come il visigoto Ricimero e il burgundo Gundobado. L'unico Imperatore che cercò di condurre una politica autonoma da Ricimero fu Maggioriano (457-461): fu proprio perché Ricimero non riusciva a controllarlo che Maggioriano fu ucciso nel 461. Maggioriano tentò di risollevare le sorti dell'Impero d'Occidente tentando di riconquistare la Gallia, la Spagna e l'Africa, ma, non potendo contare su truppe romane, essendo ormai l'esercito costituito quasi esclusivamente da barbari, dovette reclutare molti barbari da oltre Danubio. E fu proprio con l'aiuto dei mercenari barbari che riuscì a ricondurre nominalmente sotto la supremazia imperiale Visigoti e Burgundi, riuscendo così a recuperare sia pur precariamente Gallia e Spagna. In seguito al suo tentativo fallito di riconquistare l'Africa, sfumato per colpa dei pirati vandali che attaccarono e distrussero la flotta romana mentre era ancora ancorata in un porto della Spagna, Maggioriano, al ritorno in Italia, fu ucciso per ordine di Ricimero (461).
Ormai privo di una propria flotta ed esposto ai saccheggi dei pirati vandali, ormai l'Impero non poteva far altro che implorare il sostegno dell'Impero d'Oriente contro i Vandali: Ricimero, per ottenerlo, fu costretto ad accettare come Imperatore il "greco" Antemio, candidato dell'Imperatore d'Oriente, in seguito alla morte sospetta dell'Imperatore fantoccio Libio Severo, probabilmente avvelenato da Ricimero. La spedizione del 468 contro i Vandali, tuttavia, fallì, e con essa l'Impero d'Occidente andò verso il completo collasso.
Le guarnigioni a difesa del Norico sbandarono perché non arrivava più la paga (ormai il gettito fiscale dello Stato era ridotto ai minimi termini), anche se, dovendo comunque difendere la propria famiglia, continuarono comunque a difendere la regione dalle incursioni dei predoni barbari. Persa anche la Gallia in seguito alle conquiste del re visigoto Eurico, l'Impero si era ridotto quasi esclusivamente all'Italia. L'esercito romano d'Italia era però ormai quasi esclusivamente costituito da truppe di mercenari Sciri, Rugi, Eruli e Turcilingi, che arrivarono addirittura a pretendere dallo Stato romano un terzo delle terre dell'Italia; dopo aver ricevuto il rifiuto dal generale Oreste, che governava l'Impero per conto del figlio e Imperatore nominale Romolo Augusto, essi si rivoltarono, elessero come loro capo Odoacre, e marciarono su Ravenna. Deposto Romolo Augusto il 4 settembre 476, Odoacre, conscio che la figura dell'Imperatore aveva ormai perso ogni ragione di esistere, essendo stata privata di ogni potere effettivo dai generali barbari che lo avevano preceduto, decise di rinunciare alla farsa di nominare un ulteriore imperatore d'Occidente, anche perché sarebbe stato solo un suo imperatore fantoccio. Inviò, invece, un'ambasceria presso Zenone, Imperatore d'Oriente. L'ambasceria del senato romano, presentatosi di fronte a Zenone, gli comunicò che non erano più necessari due imperatori ma che ora ne era sufficiente soltanto uno, quello di Costantinopoli, e chiese a Zenone di riconoscere ad Odoacre il titolo di patrizio: quest'ultimo, in cambio avrebbe governato l'Italia come funzionario dell'Impero d'Oriente. Così cadde l'Impero d'Occidente, a causa di una rivolta interna dell'esercito romano ormai imbarbaritosi al punto da portare l'Impero sotto il controllo dei barbari:
(Procopio di Cesarea, Storia delle guerre, V,1.)

## Sopravvivenza in Oriente
I comitatenses sopravvissero invece nell'Impero romano d'Oriente fino alle invasioni arabe del VII secolo. Reclutati dalle montagne della Tracia, Illirico e Isauria, i soldati comitatensi che servivano nell'esercito romano-orientale venivano detti anche stratiotai, ovvero soldati regolari, per distinguerli dal resto dell'esercito. Costituivano l'esercito mobile tardo romano e il loro nome derivava da comitatus, ovvero corte imperiale. I comitatenses erano suddivisi in cinque gruppi operativi (comitati):
1. 2 eserciti praesentalis (con sede Costantinopoli)
2. un comitatus d'Oriente
3. un comitatus di Tracia
4. un comitatus di Illirico

Giustiniano creò un terzo esercito praesentalis e un esercito mobile di Armenia in Oriente, oltre che nuovi eserciti mobili in Africa, Italia e Spagna meridionale.
I soldati, se si trovavano in territorio nemico, si approvvigionavano godendo dei proventi di questo, mentre in territorio imperiale l'ufficiale che aveva la responsabilità di rifornire le armate era il prefetto del pretorio, il quale provvedeva a ciò tassando la popolazione, affinché versassero come imposta le derrate alimentari necessarie a sostentare l'esercito. A causa degli abusi a danno delle popolazioni compiuti dai funzionari imperiali addetti al rifornimento degli eserciti (in particolare essi praticavano la coemptio, in pratica costringevano le popolazioni a vendere forzatamente le derrate alimentari ai prezzi stabiliti dallo Stato), Giustiniano tentò di porre rimedio a ciò con una legge del 545 con la quale vietava ogni abuso di tal genere. In caso di assenza del prefetto del pretorio, ad assumersi l'onere di approvvigionamento delle truppe era un sostituto del prefetto del pretorio, mentre le popolazioni civili della zona dove si trovava l'esercito, ad eccezione ovviamente delle persone di rango elevato, erano gravate dall'onere di dover cuocere le gallette che poi avrebbero nutrito l'esercito.
In caso i soldati non avessero un luogo dove alloggiare, i cittadini erano tenuti dalle leggi dell'impero ad ospitarli in casa loro, cedendo loro un terzo della casa (obbligo dell'hospitalitas); erano però esentati da questo gravoso obbligo il clero, i medici, gli insegnanti, gli armigeri e i pittori. A causa dei frequenti abusi di questa hospitalitas (in particolare il salganum, vocabolo con cui si indicavano le violenze che i soldati ospitati commettevano contro gli ospitanti, costringendoli a cedere loro le coperte, la legna e l'olio per provvedere al loro riscaldamento), diversi imperatori, come Costanzo II, Teodosio I, Teodosio II e Giustiniano I, emanarono delle leggi per vietare questi abusi, senza però troppo successo.

## Lista di legionicomitatensi
Lista derivata dalla Notitia dignitatum:
- comandati dal Magister Peditum:
  1. Undecimani;
  2. Secundani Italiciani (Legio II Italica, Africa);
  3. Tertiani Italica (Legio III Italica, Illyricum);
  4. Tertia Herculea, Illyricum;
  5. Secunda Britannica, Gallias;
  6. Tertia Iulia Alpina, Italia;
  7. Prima Flavia Pacis, Africa;
  8. Secunda Flavia Virtutis, Africa;
  9. Tertia Flavia Salutis, Africa;
  10. Secunda Flavia Constantiniana, Africa Tingitania;
  11. Tertio Augustani (Legio III Augusta);
- comandanti dal Magister Militum per l'Oriente:
  1. Quinta Macedonica (Legio V Macedonica);
  2. Septima gemina (Legio VII Gemina);
  3. Decima gemina (Legio X Gemina);
  4. Prima Flavia Constantia;
  5. Secunda Flavia Constantia Thebaeorum;
  6. Secunda Felix Valentis Thebaeorum;
  7. Prima Flavia Theodosiana;
- comandati dal Magister Militum per la Tracia:
  1. Prima Maximiana Thebaeorum;
  2. Tertia Diocletiana Thebaeorum;
  3. Tertiodecimani (Legio XIII Gemina?);
  4. Quartodecimani (Legio XIV Gemina Martia Victrix?);
  5. Prima Flavia gemina;
  6. Secunda Flavia gemina.